# Hjälm (heraldik)
Hjälm förekommer i många heraldiska vapen och hjälmen med sin hjälmprydnad betraktas i regel som den näst viktigaste delen av vapnet efter själva skölden. Den heraldiska hjälmen har närmast hämtat sitt utseende från de hjälmar som användes vid medeltida och senare hållna tornerspel, de är symboliska avbildningar och liknar därför inte nutida funktionella hjälmar.
Ett vapen som innehåller både sköld med sköldemärke och hjälm med hjälmprydnad och hjälmtäcke brukar kallas ett "fullständigt vapen". Lika lite som skölden skall vara utan bild, kan ett vapen ha en hjälm utan hjälmprydnad.

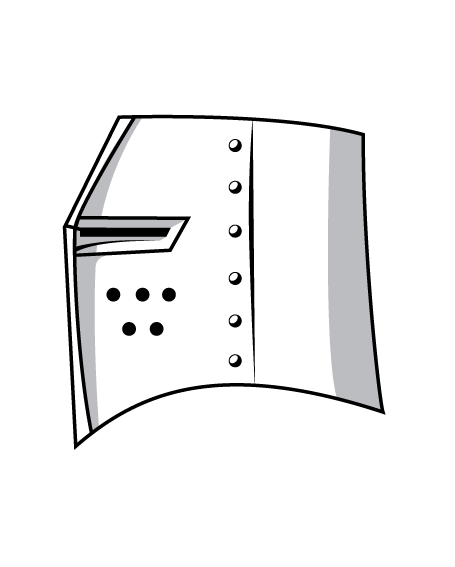
I den äldsta heraldiken på medeltiden anslöt hjälmens utseende till den tidens verkliga riddarhjälmar (tunnhjälmar), som också bars i strid.
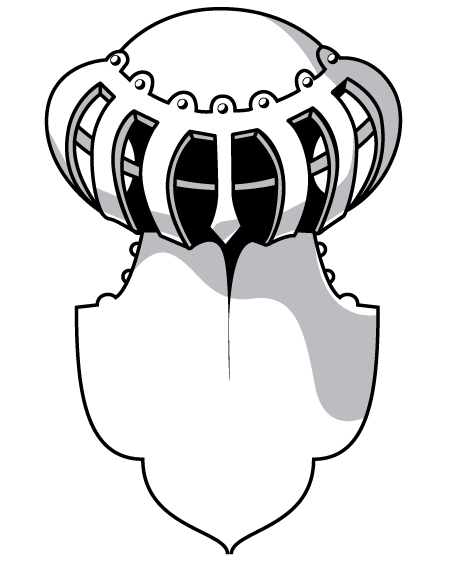
Den öppna hjälmen, som också kallas bygelhjälm, anses förbehållen adel men kan i vissa fall förekomma i andra vapen som en särskild ynnest utdelad av konungen/staten.
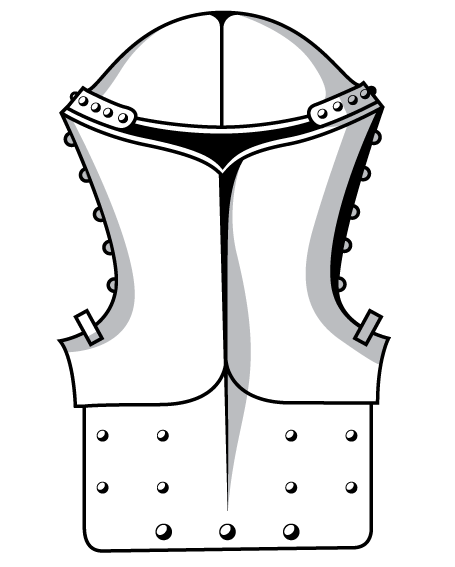
Den slutna hjälmen, också kallad stickhjälm, är den vanligaste formen av hjälm i moderna vapen. Den hjälmformen kan alla använda på sitt vapen.
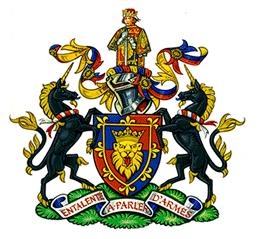
Vapnet för The Heraldry Society i England kan tjäna som exempel på ett vapen med hjälm och hjälmprydnad. Hjälmprydnanden bör alltid, som här, orienteras åt samma håll som hjälmen.